# 17D
17D fue el nombre de un prototipo de misil tierra-aire desarrollado por la Unión Soviética, construido por Lyulev y probado en 1960. Se trataba de un misil de dos etapas alimentado por combustible sólido y con combustión mejorada por aire (el único desarrollado de este tipo). El primer vuelo de prueba tuvo lugar el 23 de junio de 1960. Desarrollos posteriores dieron lugar a los prototipos 18D y 22D y finalmente al misil Krug, en producción.